# تامبيكو

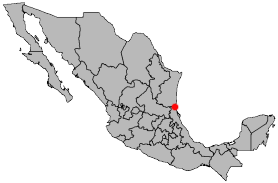
موقع مدينة تامبيكو من المكسيك

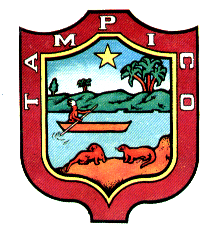
شعار مدينة تامبيكو

تامبيكو (بالإسبانية: Tampico)‏ هي مدينة ساحلية مكسيكية، تقع على الساحل الشرقي للمكسيك، وهي أكبر ميناء بولاية تاماوليباس.ثاني أهم ميناء في المكسيك بعد فراكروز. وتبعد 11 كم إلى الغرب من خليج المكسيك على نهر البانوكو. عدد سكانها 272,690 نسمة. وتمثل تامبيكو مركزا لتكرير الصناعات البترولية المكسيكية، وهي المنفذ الرئيسي. ويجعل الطقس الشتوي المعتدل والصيد البري والبحري الجيد من تامبيكو مركزًا مفضلاً. وقد استقر الأسبان في المدينة في القرن السادس عشر الميلادي.

## المناخ
يظهر الجدول التالي التغييرات المناخية على مدار السنة لتامبيكو:
| البيانات المناخية لـتامبيكو         | البيانات المناخية لـتامبيكو | البيانات المناخية لـتامبيكو | البيانات المناخية لـتامبيكو | البيانات المناخية لـتامبيكو | البيانات المناخية لـتامبيكو | البيانات المناخية لـتامبيكو | البيانات المناخية لـتامبيكو | البيانات المناخية لـتامبيكو | البيانات المناخية لـتامبيكو | البيانات المناخية لـتامبيكو | البيانات المناخية لـتامبيكو | البيانات المناخية لـتامبيكو | البيانات المناخية لـتامبيكو |
| الشهر                               | يناير                       | فبراير                      | مارس                        | أبريل                       | مايو                        | يونيو                       | يوليو                       | أغسطس                       | سبتمبر                      | أكتوبر                      | نوفمبر                      | ديسمبر                      | المعدل السنوي               |
| ----------------------------------- | --------------------------- | --------------------------- | --------------------------- | --------------------------- | --------------------------- | --------------------------- | --------------------------- | --------------------------- | --------------------------- | --------------------------- | --------------------------- | --------------------------- | --------------------------- |
| الدرجة القصوى °م (°ف)               | 33.0 (91.4)                 | 36.5 (97.7)                 | 42.0 (107.6)                | 40.5 (104.9)                | 43.5 (110.3)                | 38.5 (101.3)                | 37.0 (98.6)                 | 37.5 (99.5)                 | 39.0 (102.2)                | 37.0 (98.6)                 | 37.5 (99.5)                 | 36.2 (97.2)                 | 43.5 (110.3)                |
| متوسط درجة الحرارة الكبرى °م (°ف)   | 22.9 (73.2)                 | 24.3 (75.7)                 | 26.8 (80.2)                 | 29.3 (84.7)                 | 31.2 (88.2)                 | 32.0 (89.6)                 | 32.0 (89.6)                 | 32.4 (90.3)                 | 31.6 (88.9)                 | 29.9 (85.8)                 | 27.0 (80.6)                 | 24.1 (75.4)                 | 28.6 (83.5)                 |
| المتوسط اليومي °م (°ف)              | 18.8 (65.8)                 | 20.1 (68.2)                 | 22.8 (73.0)                 | 25.5 (77.9)                 | 27.7 (81.9)                 | 28.6 (83.5)                 | 28.5 (83.3)                 | 28.7 (83.7)                 | 27.9 (82.2)                 | 26.0 (78.8)                 | 22.9 (73.2)                 | 19.9 (67.8)                 | 24.8 (76.6)                 |
| متوسط درجة الحرارة الصغرى °م (°ف)   | 14.7 (58.5)                 | 15.9 (60.6)                 | 18.8 (65.8)                 | 21.7 (71.1)                 | 24.2 (75.6)                 | 25.1 (77.2)                 | 24.9 (76.8)                 | 25.0 (77.0)                 | 24.2 (75.6)                 | 22.0 (71.6)                 | 18.8 (65.8)                 | 15.8 (60.4)                 | 20.9 (69.6)                 |
| أدنى درجة حرارة °م (°ف)             | 1.0 (33.8)                  | 3.0 (37.4)                  | 8.0 (46.4)                  | 12.0 (53.6)                 | 15.2 (59.4)                 | 19.5 (67.1)                 | 20.0 (68.0)                 | 19.5 (67.1)                 | 16.5 (61.7)                 | 9.0 (48.2)                  | 6.0 (42.8)                  | −1.5 (29.3)                 | −1.5 (29.3)                 |
| معدل هطول الأمطار مم (إنش)          | 26.3 (1.04)                 | 21.4 (0.84)                 | 17.2 (0.68)                 | 22.5 (0.89)                 | 53.5 (2.11)                 | 177.6 (6.99)                | 146.8 (5.78)                | 157.9 (6.22)                | 280.4 (11.04)               | 144.7 (5.70)                | 44.5 (1.75)                 | 44.3 (1.74)                 | 1٬137٫1 (44.77)             |
| متوسط الأيام الممطرة (≥ 0.1 mm)     | 5.8                         | 5.0                         | 3.6                         | 3.9                         | 4.5                         | 9.7                         | 11.6                        | 12.0                        | 14.6                        | 9.6                         | 6.8                         | 6.5                         | 93.6                        |
| متوسط الرطوبة النسبية (%)           | 78                          | 78                          | 77                          | 77                          | 78                          | 78                          | 78                          | 77                          | 78                          | 77                          | 78                          | 77                          | 78                          |
| ساعات سطوع الشمس الشهرية            | 127                         | 142                         | 181                         | 194                         | 227                         | 236                         | 224                         | 236                         | 190                         | 200                         | 163                         | 121                         | 2٬241                       |
| المصدر #1: SMN (humidity 1981–2000) |                             |                             |                             |                             |                             |                             |                             |                             |                             |                             |                             |                             |                             |
| المصدر #2: Ogimet (sun 1981–2010)   |                             |                             |                             |                             |                             |                             |                             |                             |                             |                             |                             |                             |                             |

## توأمة
لتامبيكو اتفاقيات توأمة مع:
- هيوستن

## أعلام
- رودولفو بيزارو
- أوجينيو سيلر
- جو برمنغهام
- أندرس دي أولموس
- ماركوس
- خوسيه لويس ديبلدوكس مارتينيز
- ليندا كريستيان
- سيسيليا سواريز